# Salvación (Peru)
Salvación é uma vila do Peru, situada na região de  Madre de Deus. Capital da província de  Manu, sua população em 2017 foi estimada em 1.272 habitantes.